# Bussana Vecchia
Bussana Vecchia je napušteni grad u Liguriji, Italija udaljen svega nekoliko kilometara od francusko-talijanske granice, danas squatter naselje poznato kao "Međunarodno umjetničko selo" u koje živi i djeluje zajednica umjetnika.

## Povijest
Bussana je osnovana tijekom druge polovice 9. stoljeća, kao pogodno mjesto za obranu lokalnog stanovništva od saracenski napada. Godine 1429. imalo je 250 stanovnika i polako je raslo. U zemljotresu koji je zahvatio regiju 23. veljače 1887. u kojem je poginulo više od 2000 ljudi, teško su stradale gotovo sve građevina u gradu, te su mještani zbog nestabilnosti građevina, odlučili izgraditi u blizini novo naselje Bussana Nuova (Nova Bussana), koje su naselil, a staro naselje je ostalo napušteno, sve do 1947. godine kada imigranti s juga Italije ilegalno naseljavaju napuštene građevine. Nakon nekoliko pokušaja prisilnog iseljavanja, vlasti su odlučile uništiti u grad sva stepeništa i krovove. Unatoč tome tijekom ranih 1960ih grupa umjetnika odlučila se preseliti u Bussana Vecchia, vođenim idealom o nesmetanom umjetničkom životu i radu u naselju. Usprkos tome što naselje nije imalo vode i struje zajednica je narasla tijekom 1960ih do 30ak umjetnika iz različitih dijelova Europe. Tenzije s lokalnim stanovništvom, vlasnicima zemljišta u gradu, eskalirali su 25. srpnja 1968.g. kada je policija poslana u naselje kako bi ga iselila. Policiju je dočekalo zabarikadirano stanovištvo koje je odbijalo mirno napustiti naselje i brojni novinari iz čitavog svijeta, te je policija odustala od primjene sile i potencijalnog sukoba.   
Danas usprkos povremenim sukobima s lokalnim vlastima (posljednji pokušaj iseljavanja bio je 1997.) postoji zajednica koja u naselju organizira umjetničke događaje i izrađuje rukotvorine koje prodaje turistima.

## Vanjske poveznice
- Službene stranice, (engl.), (tal.)